# Hermisende
Hermisende es un municipio y localidad española de la provincia de Zamora, en la comunidad autónoma de Castilla y León. 
Se encuentra situado al noroeste de la provincia de Zamora, junto a la provincia gallega de Orense y a la frontera con Portugal, a la altura de la región histórica de Trás-os-Montes. Pertenece a la denominada Alta Sanabria, una subcomarca de la comarca histórica y tradicional de Sanabria. En su término municipal se encuentran las localidades de  Castrelos, Castromil,  Hermisende, San Ciprián y La Tejera.
Es uno de los municipios bilingües de la provincia de Zamora, ya que sus habitantes utilizan habitualmente tanto el idioma español como el gallegoportugués.

## Historia
Se han encontrado petroglifos en el paraje de «Pedra as Ferraduras», situado muy cercano a la frontera con Portugal y Galicia. En este asentamiento hay una covacha de pequeñas dimensiones y sin muestras de arte rupestre en su interior, pero en sus inmediaciones hay numerosas cazoletas y grabados en los abundantes aforamientos graníticos, muchos de ellos de origen antrópico.
La existencia de un castro de época tardoantigua en Hermisende confirma que la localidad estuvo también ocupada en el periodo final de la época de dominación romana y la llegada de los visigodos, pudiendo datarse el origen de su topónimo, de origen germánico, en época visigoda. En este sentido, la existencia de nombres femeninos similares en los ámbitos reales asturiano y leonés en la Alta Edad Media, podría relacionar el origen del nombre de la localidad de Hermisende con alguna de las mujeres así llamadas, como Ermesinda, esposa de Alfonso I de Asturias, o Ermesenda, segunda esposa de Ordoño II de León.
Tras el nacimiento del Reino de León en el año 910, Hermisende quedó integrado en él, siendo disputada su dependencia después del siglo XII, tras la independencia de Portugal, entre los reinos leonés y portugués. Este hecho hace que en algunas épocas la historiografía no atribuya una adscripción territorial clara a Hermisende.
No obstante, parte de la historiografía recoge la pertenencia de Hermisende al Reino de León antes de la Guerra de Restauración portuguesa, alegando la existencia de documentación coetánea que recoge este hecho, como la existencia de pleitos en la Real Chancillería de Valladolid en que se recoge explícitamente la pertenencia de Hermisende al Adelantamiento del Reino de León.
En todo caso, de lo que no cabe duda es de que tras la Guerra de Restauración portuguesa Hermisende pertenece a España, habiéndose integrado, al crearse en 1833 las actuales provincias, en la provincia de Zamora, dentro de la Región Leonesa, si bien esta última carecía de cualquier tipo de competencia u órgano común a las provincias que agrupaba, teniendo un mero carácter clasificatorio, sin pretensiones de operatividad administrativa. Tras la constitución de 1978, y la diversa normativa que la desarrolla, Hermisende pasó a formar parte en 1983 de la comunidad autónoma de Castilla y León, en tanto municipio adscrito a la provincia de Zamora.

## El habla
Uno de los aspectos más llamativos de este municipio es la singularidad de su habla, surgida como consecuencia de factores históricos y socioculturales derivados de su posición fronteriza con Galicia y Portugal, y que actualmente muestra claras evidencias de una notable influencia recibida de la lengua gallega y portuguesa. Esta ubicación geográfica, ha generado un habla cuya procedencia genera dudas a los propios habitantes del municipio y sorpresa a los visitantes que observan su notable singularidad, con claras influencias gallegas y portuguesas, constituyendo así, toda esa zona, una compleja región de cruce de rasgos gallego-portugueses y leoneses. Algunos estudiosos han tratado de encuadrar el habla de esta localidad en uno u otro idioma, especialmente en el gallego, pero cuenta con características lingüísticas propias, generadas a lo largo de los siglos por su condición de territorio de frontera.
La peculiaridad del habla de Hermisende y sus anejos (La Tejera, San Ciprián, Castrelos y Castromil) ha llevado a algunos lingüistas a encasillarlo en alguna de las formas de dialecto posibles, sin que exista en la actualidad una unidad doctrinal.
La formación de esta habla se remonta a la Edad Media, y tiene su origen en el carácter fronterizo de su territorio, en constante disputa entre los reinos de León y Portugal, situación que provocó un continuo desplazamiento de la línea de frontera y que, en más de una ocasión, situó a este territorio como tierra de nadie. También hubo múltiples intentos por alcanzar una delimitación oficial y definitiva, como la acaecida durante el reinado de Alfonso IV de Portugal (1325-57), con el nombramiento de comisiones para la delimitación fronteriza hispano-lusa.
Con posterioridad, y básicamente consecuencia de las interrelaciones de las localidades de este municipio con sus poblaciones vecinas, tanto españolas como portuguesas, se fue conformando una situación lingüística particular que ha perdurado hasta nuestros días. En este sentido, Clarinda da Azevedo Maia dice que “las variedades dialectales relacionadas unas con otras sin casi inexistentes puntos de transición, constituían un verdadero continuum dialectal, constituyendo así, toda esa zona, una compleja región de cruce de rasgos gallego-portugueses y leoneses”.

## Geografía humana

### Núcleos de población
El municipio se divide en cinco núcleos de población, que poseían la siguiente población en 2024 según el INE.
| Núcleo de población | Población |
| ------------------- | --------- |
| Castromil           | 89        |
| Hermisende          | 69        |
| San Ciprián         | 25        |
| La Tejera           | 17        |
| Castrelos           | 16        |

### Demografía
Cuenta con una población de 216 habitantes (INE 2024).

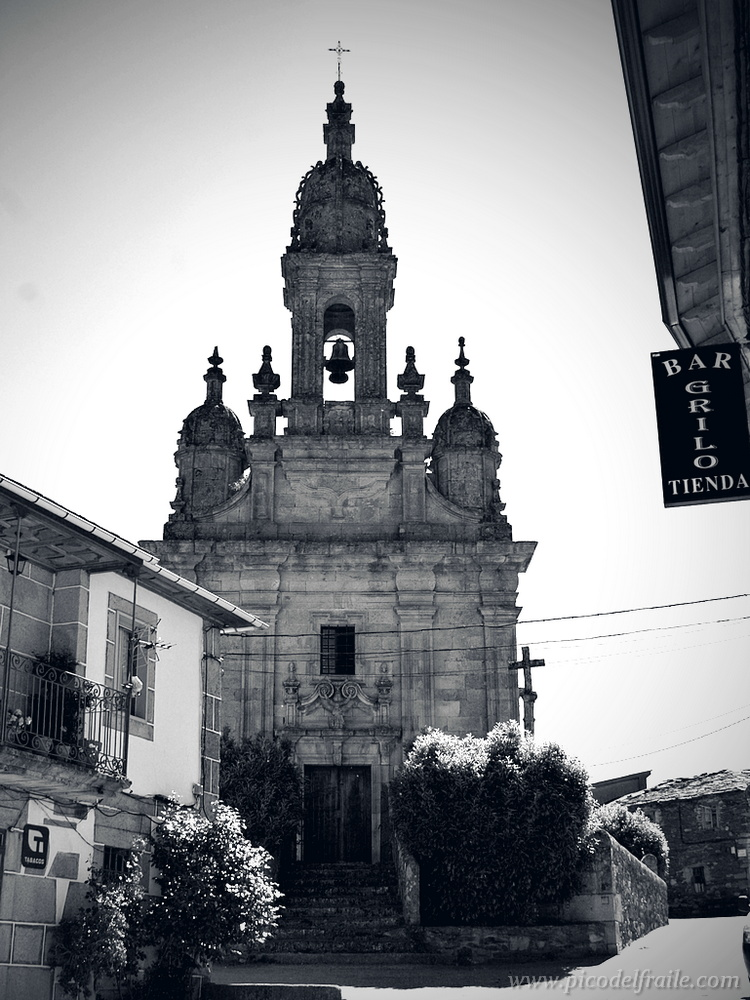
Iglesia de Hermisende

| Gráfica de evolución demográfica de Hermisende entre 1842 y 2021 |
| |
| Población de derecho según los censos de población del INE Población de hecho según los censos de población del INEEntre el censo de 1857 y el anterior, crece el término del municipio porque incorpora a 495030 (Castrelos), 495033 (Castromil) y 495143 (La Tejera) |

## Fiestas
- El Sagrado Corazón de Jesús, una semana después del Corpus Christi.
- Fiestas en honor de la Virgen de la Asunción y San Roque, los días 15 y 16 de agosto.
- Tradicional vuelta al pueblo y carrera popular, el 14 de agosto.
- Magosto, en el día de Todos los Santos.